# Bierdin (chutor)
Bierdin (ros. Бердин) – chutor w zachodniej Rosji, w sielsowiecie bolszesołdatskim rejonu bolszesołdatskiego w obwodzie kurskim.

## Geografia
Miejscowość położona jest 6,5 km od centrum administracyjnego sielsowietu bolszesołdatskiego i całego rejonu (Bolszoje Sołdatskoje), 70,5 km od Kurska.
W granicach miejscowości znajdują się ulice: Zariecznaja, Kalinina.

## Demografia
W 2010 r. miejscowość liczyła sobie 140 mieszkańców.